# Manor (Sheffield)
Manor is een ward in het zuidoosten van de stad Sheffield in het graafschap South Yorkshire. Het vormt een electoral ward, dat wil zeggen een deel van een kiesdistrict van de stad, en dankt zijn naam aan de kasteelruïne Sheffield Manor. Tot Manor worden de gehuchten Claywood, Manor, Manor Park, Park Hill en Wybourn gerekend. De oppervlakte van Manor bedekt 5,4 km².
De naam Manor wordt eveneens gebruikt voor de woonwijk die zich over het gebied uitstrekt, op een heuvel die soms ook Manor wordt genoemd en waarvan de top bekendstaat als Manor Top; hier bevindt zich de gelijknamige halte van de Sheffield Supertram. Tot Manor behoort eveneens het beschermde appartementencomplex Park Hill uit de jaren 60 van de 20ste eeuw. Ook Wybourn is een woonwijk, die uit de jaren 20 dateert maar eind 20ste eeuw grotendeels gesloopt en herbouwd werd.
De restanten van de landerijen om Manor Lodge worden heden ten dage door Norfolk Heritage Park gevormd; de centrale verkeersader door het gebied Manor is City Road, waaraan City Road Cemetery ligt.